# Marcilly-la-Gueurce
Marcilly-la-Gueurce és un municipi francès, situat al departament de Saona i Loira i a la regió de Borgonya - Franc Comtat. L'any 2007 tenia 128 habitants.

## Demografia

### Població
El 2007 la població de fet de Marcilly-la-Gueurce era de 128 persones. Hi havia 56 famílies, de les quals 16 eren unipersonals (12 homes vivint sols i 4 dones vivint soles), 24 parelles sense fills i 16 parelles amb fills.
La població ha evolucionat segons el següent gràfic:
Habitants censats

### Habitatges
El 2007 hi havia 94 habitatges, 58 eren l'habitatge principal de la família, 22 eren segones residències i 14 estaven desocupats. 85 eren cases i 9 eren apartaments. Dels 58 habitatges principals, 46 estaven ocupats pels seus propietaris, 11 estaven llogats i ocupats pels llogaters i 1 estava cedit a títol gratuït; 3 tenien dues cambres, 8 en tenien tres, 13 en tenien quatre i 34 en tenien cinc o més. 45 habitatges disposaven pel capbaix d'una plaça de pàrquing. A 20 habitatges hi havia un automòbil i a 34 n'hi havia dos o més.

### Piràmide de població
La piràmide de població per edats i sexe el 2009 era:
| Homes | Edats   | Dones |
| ----- | ------- | ----- |
| 0     | 95 o +  | 0     |
| 0     | 90 a 94 | 0     |
| 0     | 85 a 89 | 0     |
| 0     | 80 a 84 | 0     |
| 4     | 75 a 79 | 4     |
| 0     | 70 a 74 | 4     |
| 8     | 65 a 69 | 4     |
| 4     | 60 a 64 | 0     |
| 4     | 55 a 59 | 4     |
| 0     | 50 a 54 | 0     |
| 4     | 45 a 49 | 8     |
| 12    | 40 a 44 | 8     |
| 0     | 35 a 39 | 0     |
| 12    | 30 a 34 | 4     |
| 0     | 25 a 29 | 4     |
| 0     | 20 a 24 | 0     |
| 0     | 15 a 19 | 12    |
| 12    | 10 a 14 | 0     |
| 4     | 5 a 9   | 0     |
| 8     | 0 a 4   | 0     |

## Economia
El 2007 la població en edat de treballar era de 85 persones, 61 eren actives i 24 eren inactives. De les 61 persones actives 58 estaven ocupades (34 homes i 24 dones) i 3 estaven aturades (3 dones i 3 dones). De les 24 persones inactives 12 estaven jubilades, 7 estaven estudiant i 5 estaven classificades com a «altres inactius».

### Ingressos
El 2009 a Marcilly-la-Gueurce hi havia 61 unitats fiscals que integraven 135 persones, la mediana anual d'ingressos fiscals per persona era de 17.919 €.

### Activitats econòmiques
Dels 4 establiments que hi havia el 2007, 2 eren d'empreses de construcció, 1 d'una empresa immobiliària i 1 d'una empresa de serveis.
Els 2 serveis als particulars que hi havia el 2009 eren electricistes.
L'any 2000 a Marcilly-la-Gueurce hi havia 12 explotacions agrícoles que ocupaven un total de 639 hectàrees.

## Poblacions més properes
El següent diagrama mostra les poblacions més properes.